# Cristian Gabriel Chávez
Cristian Gabriel Chávez (Lomas de Zamora, Provincia de Buenos Aires, Argentina, 4 de junio de 1987) es un futbolista argentino que juega como delantero en Ferrocarril Midland de la Primera B Metropolitana.

## Trayectoria

### Inferiores
Surgió de las inferiores de Brown de Adrogué. En 2006 debutó en la primera del club y rápidamente fue transferido.

### San Lorenzo
En 2007 fue vendido a San Lorenzo de Almagro donde jugó en reserva. Hizo su debut en la Primera División el 7 de marzo de 2008, en la victoria de San Lorenzo ante Racing por 1:0. En la Copa Libertadores 2008 marcó un gol en la victoria por 3:2 ante el Real Potosí, ayudando remontada de San Lorenzo en el juego.

### Godoy Cruz
Entre el 2009 y 2010 estuvo a préstamo en Godoy Cruz de Mendoza, donde sería un jugador muy importante, haciendo una dupla letal con Jairo Castillo. En el club mendocino jugaría un total de 25 encuentros en los que marcó 7 goles y dio 9 asistencias.

### Atlético Tucumán
Tras una gran temporada en el club mendocino,sería pretendido por clubes como River Plate,Boca Juniors,Independiente de Avellaneda y algunos de Brasil como el Santos y el Inter de Porto Alegre. Pero para sorpresa de todos,llegaría en el primer semestre de 2011 al Atlético Tucumán, quien hizo un enorme esfuerzo por contratar al jugador; en el club tucumano jugaría un total de 10 encuentros dando 2 asistencias,pero tras sufrir una lesión  se perdería el resto de la temporada,en julio de 2011 regresó a San Lorenzo.

### S. S. C. Napoli
Tras no tener lugar en San Lorenzo por el nuevo técnico Omar Asad pese a que lo dirigió en Godoy Cruz Antonio Tomba y tras sus buenos rendimientos en las últimas temporadas,el 26 de agosto fue transferido al Napoli italiano. Haría su debut el 10 de septiembre, reemplazando a Fabio Quagliarella en el minuto 65 haciendo un debut aceptable. Jugaría su primer partido de titular el 27 de septiembre en la derrota 2-1 frente al Inter de Milán dónde jugaría todo el encuentro en un gran nivel. Marcaría su primer gol el 6 de octubre en la victoria del Napoli 3-1 frente el Bologna. Alternaría la titularidad con Edinson Cavani el resto de la temporada. Finalizaría su primer año en el fútbol europeo con un total de 22 partidos dónde marcaría 5 goles y daría 6 asistencias y gracias a sus buenas actuaciones sería pretendido por equipos como el Milán,la Roma y la Juventus

### San Lorenzo
Tras un gran paso por el Napoli y ser pretendido por varios clubes en Europa,el jugador daría una sorpresa y decidiría volver al fútbol argentino para ayudar al club del cual es hincha y tras largas conversaciones con Marcelo Tinelli en 2012 regresó a préstamo a San Lorenzo por seis meses, para ayudar al equipo a no descender. En esta etapa jugó 21 partidos partidos,3 por Copa Argentina y 18 por el Torneo Clausura, en un gran nivel,mostrando la jerarquía y experiencia adquirida en Europa.

### Almirante Brown
Tras una enorme actuación en el fútbol argentino,se especulaba con que el jugador tendría lugar en el club italiano,pero con la llegada de Eduardo Vargas al equipo,el nuevo técnico no contaría con el y tras no concretar otras ofertas,en agosto llegó a préstamo a Almirante Brown  club del cual es hincha su padre y donde aspiraba por ascender a la primera división. En este equipo fue un titular indispensable, siendo el goleador del equipo mirasol con 18 goles.

### Brown de Adrogué
En 2016, luego de un gran paso por el futbol de Italia,retornó al club del que surgió, Brown de Adrogué bajo la dirigencia de Pablo Vicó. Fue determinante en el ascenso a la Primera B Nacional en 2016 y dejó una buena imagen para los hinchas tras muy buenas actuaciones.

### Guaraní de Paraguay
En 2017 dejó Brown de Adrogué para sumarse al Club Guaraní de Paraguay, donde jugó poco debido a lesiones pero marcó 3 goles en 10 partidos.

### Aldosivi
A fin de año se fue del club Guaraní para jugar en Aldosivi de la Primera B Nacional de Argentina. En 2018 fue determinante para la obtención del título y el ascenso a Primera División. El ascenso fue obtenido tras ganar un desempate ante Almagro por 3 a 1, partido en el que Chávez marcó un gol para sentenciar el resultado picándosela por encima al arquero.

### Independiente
En junio de 2019 se cerró el pase de Chávez a Independiente por 2.000.000 de dólares.
| Club                  | País      | Año         |
| --------------------- | --------- | ----------- |
| San Lorenzo           | Argentina | 2007-2009   |
| Godoy Cruz            | Argentina | 2009-2010   |
| Atlético Tucumán      | Argentina | 2010-2011   |
| S. S. C. Napoli       | Italia    | 2011        |
| San Lorenzo           | Argentina | 2012        |
| Almirante Brown       | Argentina | 2012-2013   |
| Brown de Adrogué      | Argentina | 2016 - 2017 |
| Guaraní               | Paraguay  | 2017 - 2018 |
| Aldosivi              | Argentina | 2018 - 2019 |
| Independiente         | Argentina | 2019        |
| Central Córdoba (SdE) | Argentina | 2020        |
| Defensor Sporting     | Uruguay   | 2020 - 2021 |
| Almirante Brown       | Argentina | 2021 - 2022 |
| Godoy Cruz            | Argentina | 2022        |
| Cañuelas              | Argentina | 2023        |
| San Miguel            | Argentina | 2023        |
| Liniers               | Argentina | 2025        |
| Midland               | Argentina | 2025        |

## Estadísticas

### Clubes
- Actualizado hasta el 27 de enero de 2021.

| San Lorenzo Argentina |                     |                     |     |    |    |   |    |    |     |    |
| 1.ª | 2007-08             | 4                   | 1   | -  | -  | - | -  | 4  | 1   |    |
| 1.ª | 2008-09             | 13                  | 1   | -  | -  | 6 | 0  | 19 | 1   |    |
| 1.ª | 2011-12             | 12                  | 1   | 3  | 1  | - | -  | 15 | 2   |    |
| Total club | Total club          | 29                  | 3   | 3  | 1  | 6 | 0  | 38 | 4   |    |
| Godoy Cruz Argentina |                     |                     |     |    |    |   |    |    |     |    |
| 1.ª | 2009-10             | 25                  | 7   | -  | -  | - | -  | 25 | 7   |    |
| Total club | Total club          | 25                  | 7   | -  | -  | - | -  | 25 | 7   |    |
| Atlético Tucumán Argentina |                     |                     |     |    |    |   |    |    |     |    |
| 2.ª | 2010-11             | 35                  | 12  | -  | -  | - | -  | 35 | 12  |    |
| Total club | Total club          | 35                  | 12  | -  | -  | - | -  | 35 | 12  |    |
| S. S. C. Napoli · Italia |                     |                     |     |    |    |   |    |    |     |    |
| 1.ª | 2011-12             | 22                  | 5   | 0  | 0  | - | -  | 22 | 5   |    |
| Total club | Total club          | 22                  | 5   | 0  | 0  | - | -  | 22 | 5   |    |
| Almirante Brown Argentina |                     |                     |     |    |    |   |    |    |     |    |
| 2.ª | 2012-13             | 30                  | 12  | 2  | 1  | - | -  | 32 | 13  |    |
| 2.ª | 2021                | 1                   | 3   | -  | -  | - | -  | 1  | 3   |    |
| Total club | Total club          | 31                  | 15  | 2  | 1  | - | -  | 33 | 16  |    |
| AS Roma · Italia |                     |                     |     |    |    |   |    |    |     |    |
| 1.ª | 2013-14             | 15                  | 6   | 1  | 0  | - | -  | 19 | 3   |    |
| 1.ª | 2014-15             | 28                  | 8   | 1  | 0  | - | -  | 29 | 8   |    |
| 1.ª | 2015-16             | 12                  | 2   | 2  | 1  | - | -  | 14 | 3   |    |
| Total club | Total club          | 58                  | 13  | 4  | 1  | - | -  | 62 | 14  |    |
| Brown de Adrogué Argentina |                     |                     |     |    |    |   |    |    |     |    |
| 2.ª | 2016                | 15                  | 9   | 0  | 0  | - | -  | 15 | 9   |    |
| 2.ª | 2016-17             | 35                  | 12  | 2  | 0  | - | -  | 37 | 12  |    |
| Total club | Total club          | 50                  | 21  | 2  | 0  | - | -  | 52 | 21  |    |
| Guaraní Paraguay |                     |                     |     |    |    |   |    |    |     |    |
| 1.ª | 2017                | 9                   | 3   | -  | -  | 1 | 0  | 10 | 3   |    |
| Total club | Total club          | 9                   | 3   | -  | -  | 1 | 0  | 10 | 3   |    |
| Aldosivi Argentina |                     |                     |     |    |    |   |    |    |     |    |
| 2.ª | 2017-18             | 11                  | 5   | 0  | 0  | - | -  | 11 | 5   |    |
| 1.ª | 2018-19             | 21                  | 8   | 7  | 3  | - | -  | 28 | 11  |    |
| Total club | Total club          | 32                  | 13  | 7  | 3  | - | -  | 39 | 16  |    |
| Independiente Argentina | 1.ª                 | 2019-20             | 7   | 0  | -  | - | 3  | 0  | 10  | 0  |
| Independiente Argentina | Total club          | Total club          | 7   | 0  | -  | - | 3  | 0  | 10  | 0  |
| Central Córdoba (SdE) Argentina | 1.ª                 | 2019-20             | 3   | 0  | 2  | 0 | -  | -  | 5   | 0  |
| Central Córdoba (SdE) Argentina | Total club          | Total club          | 3   | 0  | 2  | 0 | -  | -  | 5   | 0  |
| Defensor Sporting · Uruguay | 1.ª                 | 2020-21             | 12  | 1  | -  | - | -  | -  | 12  | 1  |
| Defensor Sporting · Uruguay | Total club          | Total club          | 12  | 1  | -  | - | -  | -  | 12  | 1  |
| Total en su carrera | Total en su carrera | Total en su carrera | 291 | 84 | 20 | 6 | 10 | 0  | 321 | 90 |
| (1) Las copas nacionales se refiere a la Copa Argentina, a la Copa de la Superliga y a la Copa Italia. (2) Las copas internacionales se refiere a la Copa Libertadores y a la Copa Sudamericana. |                     |                     |     |    |    |   |    |    |     |    |

## Palmarés

### Campeonatos nacionales
| Título             | Equipo   | País      | Año     |
| ------------------ | -------- | --------- | ------- |
| Primera B Nacional | Aldosivi | Argentina | 2017-18 |